# Tour hertzienne de Chennevières-sur-Marne

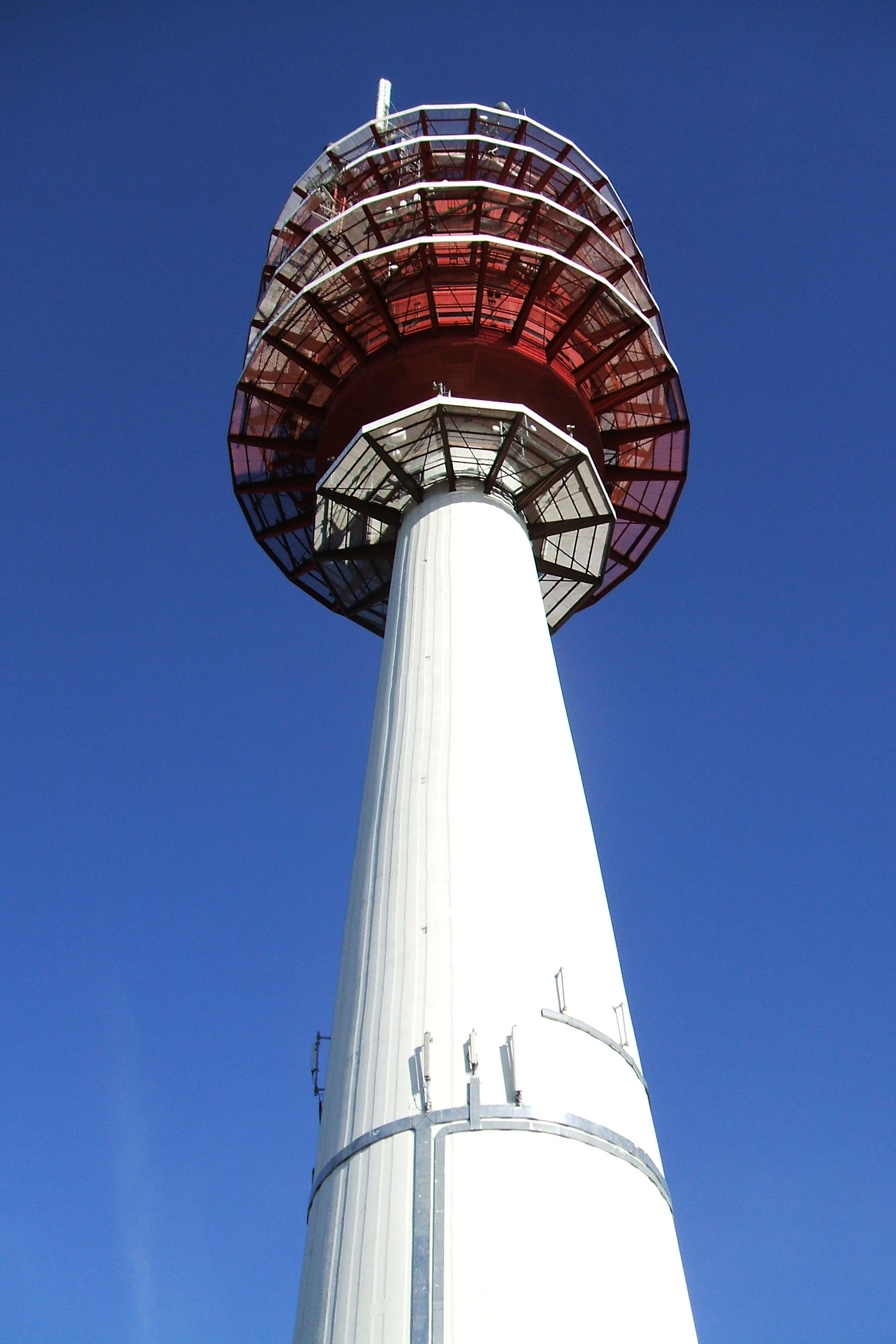
Vue en contre-plongée. On notera la présence d'antennes-relais GSM à la base de la tour.

La tour hertzienne de Chennevières sur Marne (également appelée émetteur de Paris-Est) est une tour hertzienne construite en béton et qui se trouve dans la commune de Chennevières-sur-Marne, à quelques mètres de Champigny-sur-Marne. 
Elle mesure 128 mètres et a été achevée en 1974.

## Télévision

### Télévision analogique
L'émetteur analogique de Canal+ a cessé la diffusion de la chaîne le 24 novembre 2010. Les 5 autres se sont arrêtés le 8 mars 2011.
| Chaîne                       | Canal | Puissance (PAR) |
| ---------------------------- | ----- | --------------- |
| TF1                          | 43M   | 6,2 kW          |
| France 2                     | 46M   | 6,2 kW          |
| France 3 Paris Île-de-France | 40M   | 6,2 kW          |
| Canal+                       | 53M   | 5 kW            |
| France 5 / Arte              | 48M   | 5 kW            |
| M6                           | 58M   | 5 kW            |

### Télévision numérique[2]
| Multiplex | LCN               | Chaînes                                                          | Canal | Puissance (PAR) | Diffuseur |
| --------- | ----------------- | ---------------------------------------------------------------- | ----- | --------------- | --------- |
| R1        | 2 3 4 16          | France 2 France 3 Paris Île-de-France France 4 France Info       | 35H+V | 1,2 kW          | TDF       |
| R2        | 12 13 14 17 18 19 | Gulli BFM TV CNews CStar T18 Novo 19 (à partir du 1er septembre) | 25H+V | 500 W           | TDF       |
| R4        | 5 6 7 9 22 26     | France 5 M6 Arte W9 6ter Paris Première                          | 30H+V | 2 kW            | TDF       |
| R6        | 1 8 10 11 13      | TF1 LCP TMC TFX LCI                                              | 32H+V | 2 kW            | TDF       |
| R7        | 20 21 23 24 25    | TF1 Séries Films L'Équipe RMC Story RMC Découverte Chérie 25     | 42H+V | 2 kW            | TDF       |
| R9        | 52 53             | France 2 UHD Test UHD                                            | 24H+V | 2 kW            | TDF       |

## Téléphonie mobileet autres transmissions[4]
| Opérateur        | 2G  | 3G  | 4G  | FH  |
| ---------------- | --- | --- | --- | --- |
| Orange           | Oui | Oui | Oui | Non |
| SFR              | Oui | Oui | Oui | Non |
| Bouygues Telecom | Oui | Oui | Oui | Oui |
| Free             | Non | Oui | Oui | Oui |

- Direction des Routes : COM TER / faisceau hertzien
- E*Message (Radiomessagerie) : RMU / POCSAG
- IFW (opérateur de WiMAX) : boucle locale radio de 3 GHz
- EDF : COM TER
- TDF : faisceau hertzien

## Galerie

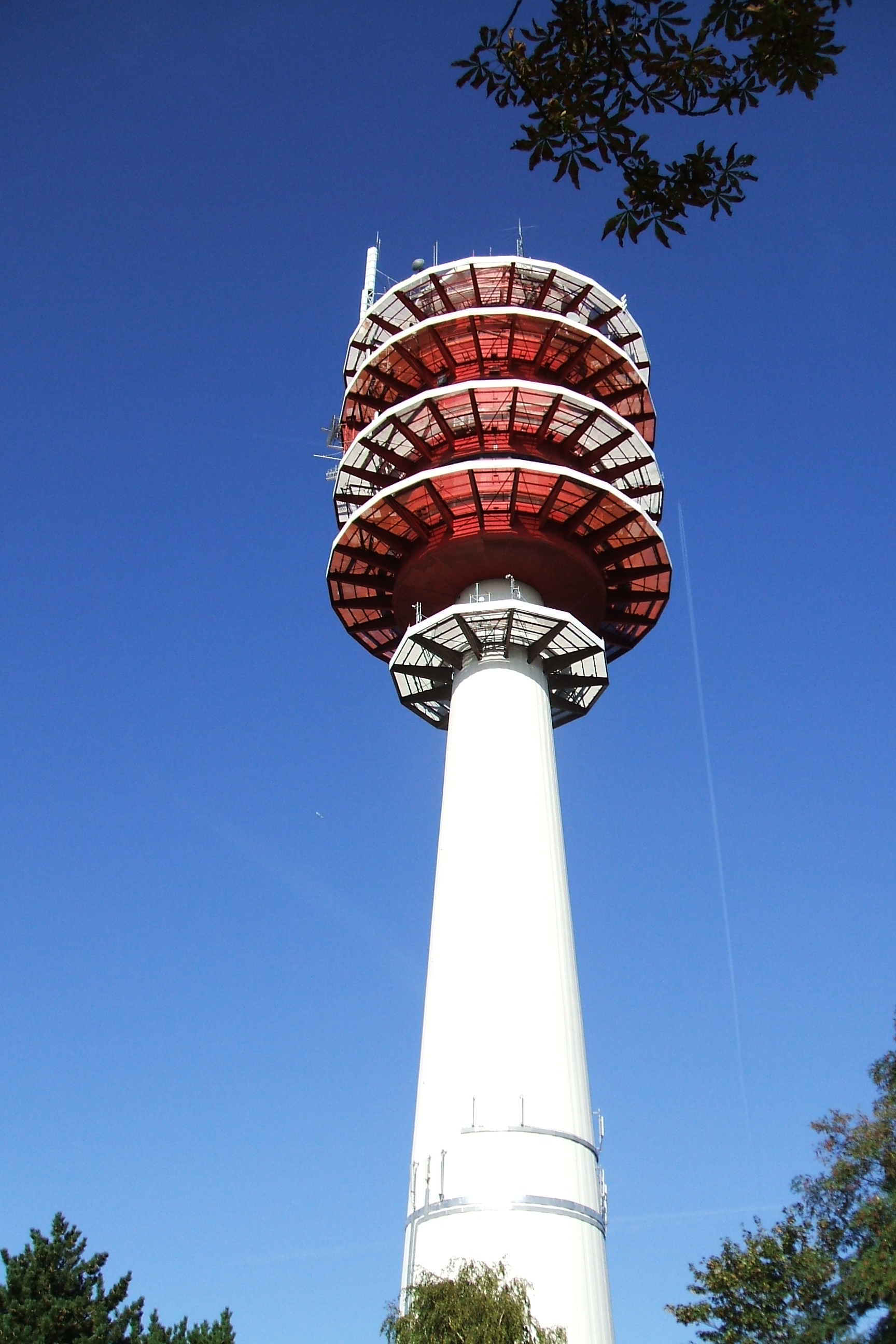
Aperçu de la tour
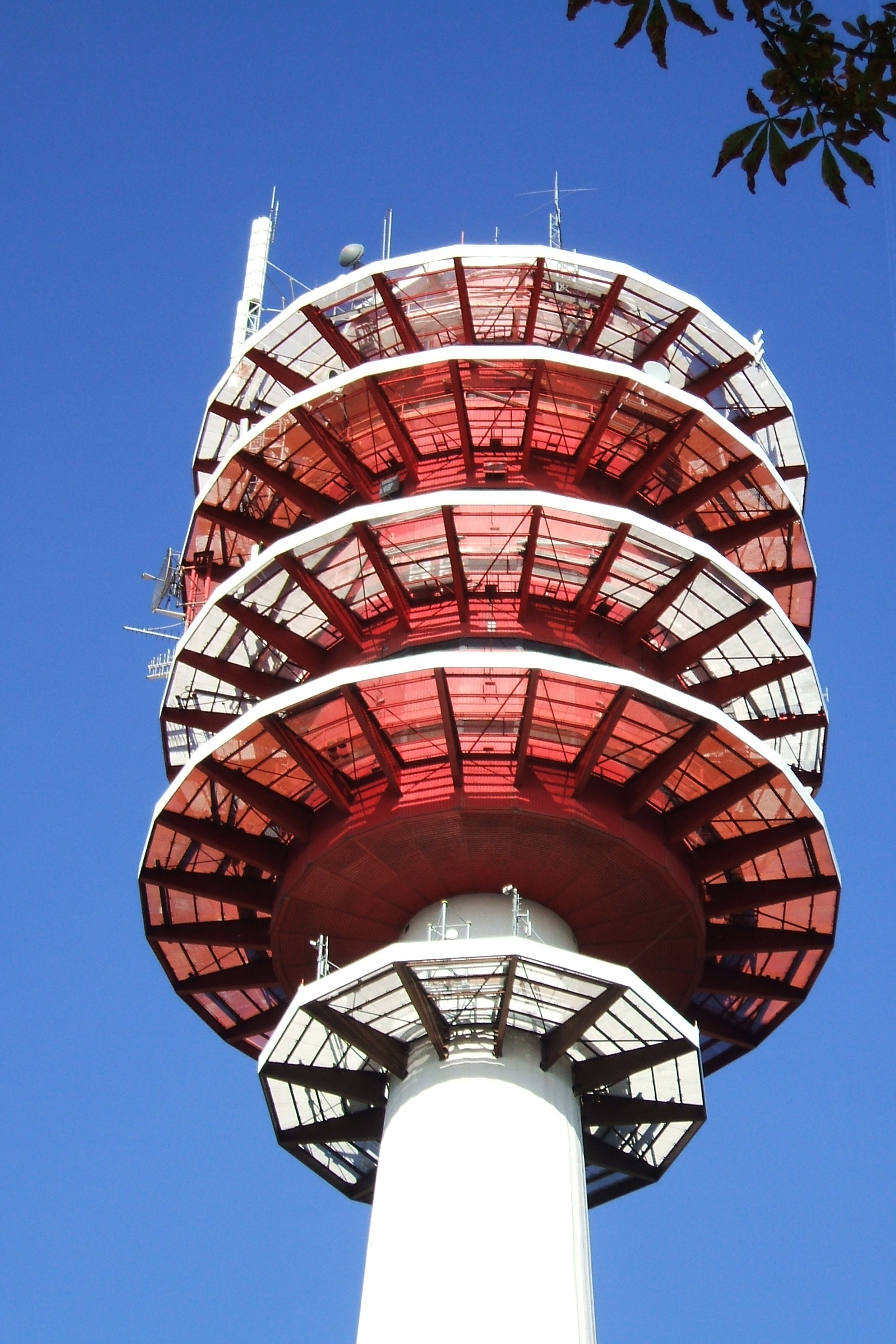
Zoom sur les équipements hertziens
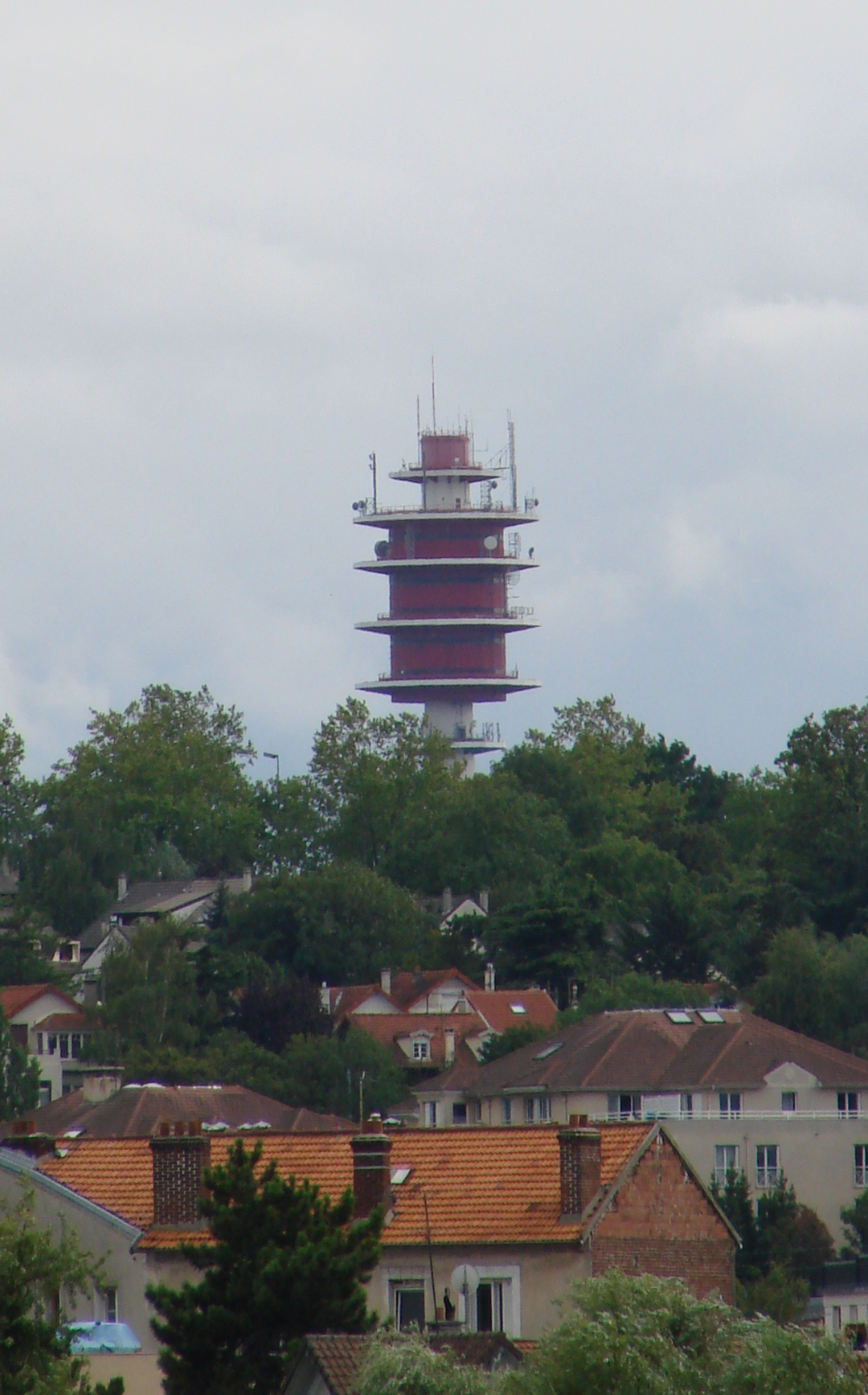
La tour vue du Perreux-sur-Marne